# Thằn lằn báo đốm
Thằn lằn báo đốm hay tắc kè da báo (Eublepharis macularius) là một loài thằn lằn sống về đêm, sống trên mặt đất có nguồn gốc từ đồng cỏ khô đầy đá và các vùng sa mạc của Afghanistan, Iran, Pakistan, Ấn Độ và Nepal. Tắc kè da báo đã trở thành một vật nuôi phổ biến, và do quá trình nuôi nhốt rộng rãi, đôi khi được coi là loài thằn lằn đầu tiên được thuần hóa.

## Phân loại
Tắc kè da báo lần đầu tiên được nhà động vật học Edward Blyth mô tả là một loài vào năm 1854 với danh pháp là Eublepharis macularius. Tên chi Eublepharis là sự kết hợp của các từ Hy Lạp eu (tốt) và blepharos (mí mắt), vì việc có mí mắt là đặc điểm cơ bản để phân biệt các thành viên của phân họ này với các loài tắc kè khác, cùng với việc thiếu lamella. Tên loài macularius bắt nguồn từ từ tiếng Latinh macula có nghĩa là "đốm" hoặc "tì vết", ám chỉ đến các vết đốm tự nhiên trên da của chúng.

## Phân bố và sinh cảnh
Môi trường sống bản địa của tắc kè da báo là vùng đồng cỏ khô và đá ở nam Á Afghanistan, Pakistan, tây bắc Ấn Độ, tây Nepal và một số vùng của Iran. Tắc kè da báo sống ở những khu vực khô cằn và bán khô hạn với thảm thực vật thưa thớt và đất sét hoặc đất cát, cũng như môi trường sống trên đá, nơi các kẽ hở có thể được sử dụng làm nơi trú ẩn. Theo báo cáo, chúng thường tránh những khu vực có chất nền chính là cát.

## Hành vi và hệ sinh thái
Tắc kè da báo là loài bò sát sống về đêm; ban ngày chúng lui vào hang và những nơi ẩn nấp có mái che, bắt đầu hoạt động vào lúc hoàng hôn khi nhiệt độ thích hợp hơn. Nhiệt độ mùa đông trong phạm vi hoạt động của tắc kè da báo có thể khá thấp, dưới 10 °C, buộc các con dưới lòng đất phải chuyển sang trạng thái bán ngủ đông, sống bằng nguồn dự trữ chất béo.
Có một số cuộc tranh luận về mức độ mà tắc kè da báo tương tác với các loài đặc biệt trong tự nhiên. Các nguồn tin học thuật đã khẳng định rằng tắc kè da báo sống thành từng đàn rời rạc trong tự nhiên. Các hướng dẫn viên nuôi thú cưng thường khẳng định những con tắc kè này sống đơn độc và không thường sống chung với các loài động vật khác. Thừa nhận khẳng định sau là một sự ngộ nhận được truyền bá bởi những người nuôi thú cưng, Philippe de Vosjoli - một nhà gây giống tắc kè da báo nổi tiếng và là tác giả của hàng chục cuốn sách về việc gây giống bò sát - đã khẳng định rằng "Tuyên bố của một số 'chuyên gia' trên internet rằng tắc kè báo trong tự nhiên sống đơn độc... không được hỗ trợ bởi sự thật." 

## Chế độ ăn
Tắc kè da báo là loài săn mồi cơ hội ăn nhiều loại mồi khác nhau. Động vật không xương sống được cho là chiếm phần lớn khẩu phần ăn của các con tắc kè hoang dã, nhưng trong điều kiện nuôi nhốt, chúng cũng sẽ ăn thịt những con mồi có xương sống nhỏ nếu có cơ hội, bao gồm chuột con "pinky" và thậm chí cả tắc kè da báo con. Điều thú vị là, các nhà gây giống tắc kè báo da trong điều kiện nuôi nhốt báo cáo rằng các con tắc kè được cho ăn đầy đủ sẽ không ăn thịt con non, và hành vi ăn thịt đồng loại dường như chỉ xảy ra ở những con vật không được cho ăn đầy đủ.

## Đặc điểm

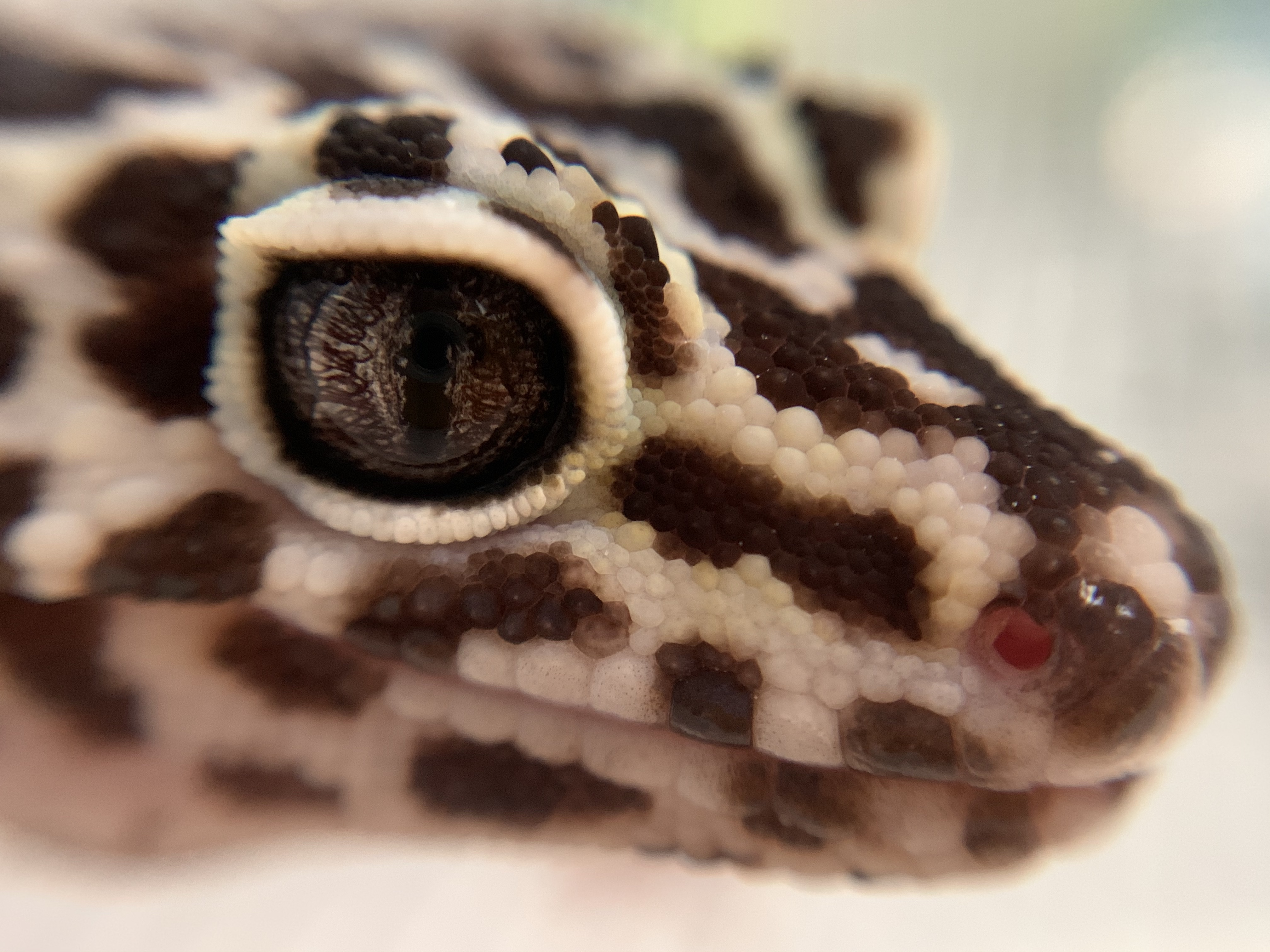
Cận cảnh một con tắc kè da báo trưởng thành.

Tắc kè da báo là loài thằn lằn nhỏ có tên gọi bắt nguồn từ bộ da đốm của chúng. Con mới nở dài trung bình từ 7 đến 10 cm và nặng khoảng 2 đến 5 g. Con cái trưởng thành có chiều dài khoảng từ 18 đến 20 cm và nặng khoảng 50 đến 70 g, trong khi tắc kè đực trưởng thành có chiều dài khoảng từ 20 đến 28 cm và nặng khoảng 60 đến 80 g.
Do quá trình sinh sản nuôi nhốt và chọn lọc nhân tạo rộng rãi, các con nuôi nhốt có nhiều màu sắc và hoa văn. Những con được tìm thấy trong tự nhiên thường có màu sắc xỉn hơn những con được nuôi nhốt làm thú cưng.
Không giống như nhiều loài tắc kè khác, nhưng cũng giống như các loài họ Thạch sùng mí khác, ngón chân của chúng không có lớp màng kết dính nên chúng không thể leo lên được những bức tường thẳng đứng nhẵn bóng.

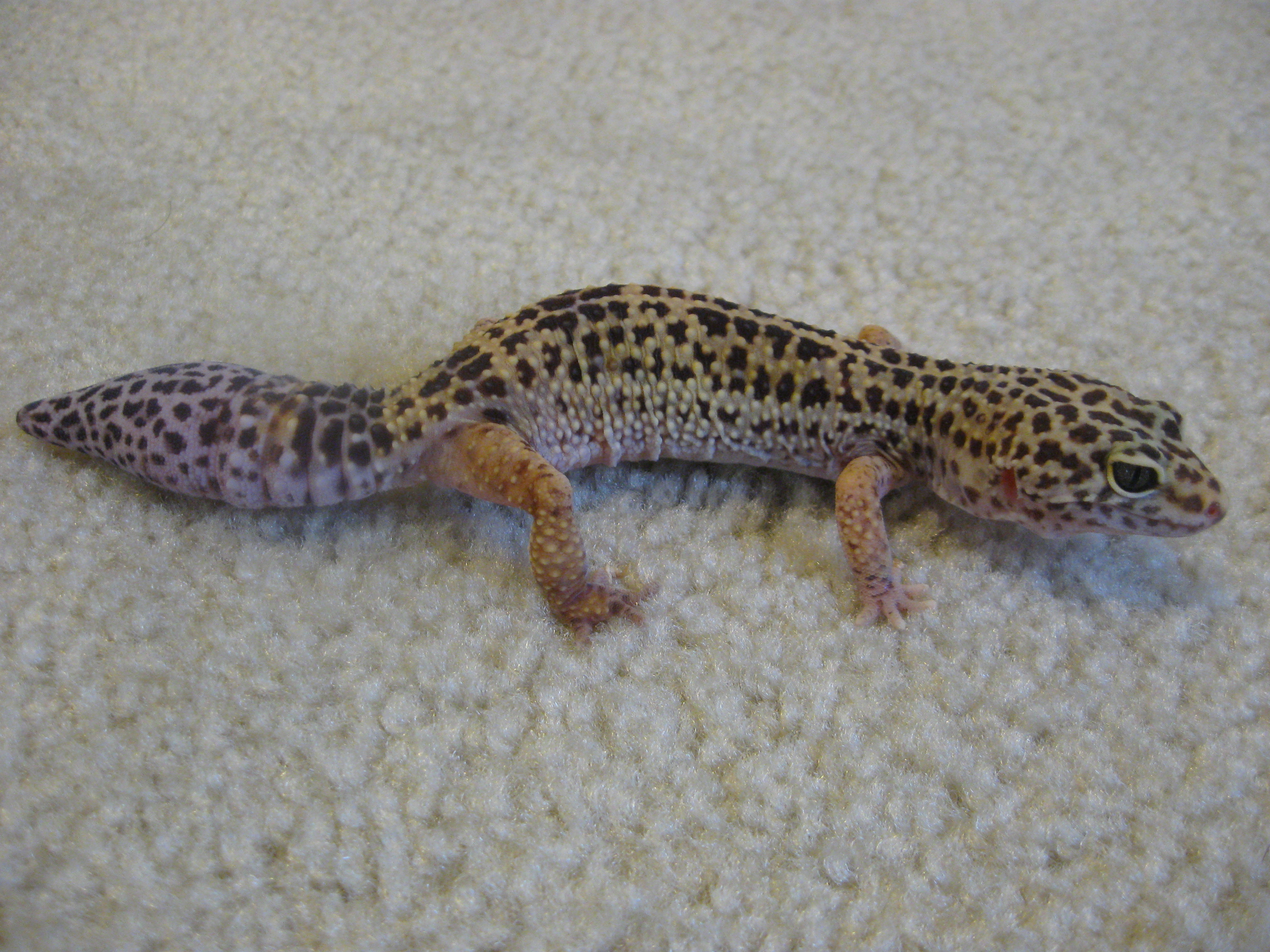
Một con tắc kè da báo đã bị mất và mọc lại đuôi.

### Răng
Những con tắc kè da báo là loài đa vệ và có thể thay mỗi chiếc trong số 100 chiếc răng của chúng sau mỗi 3 đến 4 tháng. Bên cạnh chiếc răng đã mọc đầy đủ có một chiếc răng thay thế nhỏ phát triển từ tế bào gốc răng trong lớp vỏ răng.

### Đuôi
Giống như hầu hết các loài tắc kè, chiếc đuôi dày của tắc kè da báo có thể tái sinh lại khi bị mất đi; tuy nhiên, đuôi tái sinh có vẻ sần sùi và không bao giờ có hình dạng giống như cái đuôi ban đầu.

## Là thú cưng độc lạ

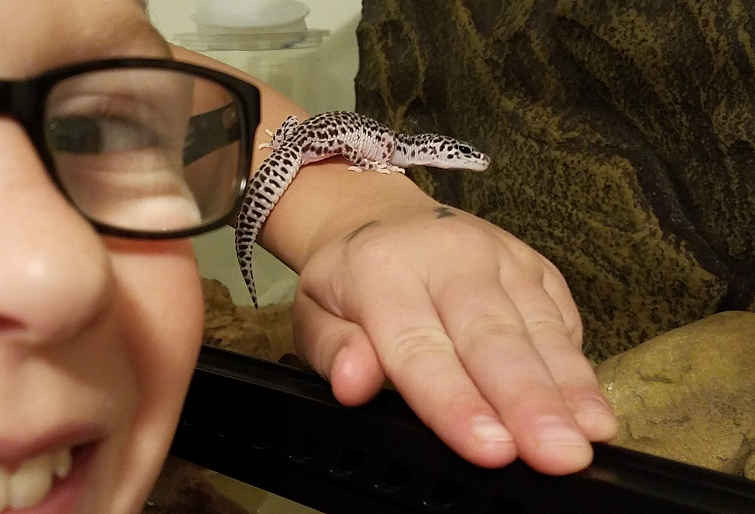
Một con tắc kè da báo đang đắm mình trong thân nhiệt từ cánh tay của chủ nhân.

Tắc kè da báo là một trong những loài thú cưng thằn lằn phổ biến nhất. Chúng có thể là loài thằn lằn đầu tiên được thuần hóa. Kích thước nhỏ, độ bền bỉ và sự tương đối dễ chăm sóc khiến chúng trở thành thú cưng bò sát lý tưởng dành cho những người "mới tập chơi". Chúng sinh sản dễ dàng trong điều kiện nuôi nhốt, vì vậy đa số các con được bán ngày nay là loại được sinh ra trong điều kiện nuôi nhốt thay vì là loại bị đánh bắt ngoài tự nhiên.